# Gaongo
Gaongo è un dipartimento del Burkina Faso classificato come comune, situato nella provincia di Bazèga, facente parte della Regione del Centro-Sud.
Il dipartimento si compone del capoluogo e di altri 12 villaggi: Dassamkandé, Douaba, Gomasgo, Kombougo, Nafbanga, Nakomestinga, Neblaboumbou, Somassi, Tambili, Tanwoko, Vossé e Wardogo.